# ۲۳۱ (پیش از میلاد)
۲۳۱ (پیش از میلاد) ۲۳۱مین سال قبل از تقویم میلادی است.